# Eugaster guyoni
Eugaster guyoni är en insektsart som först beskrevs av Jean Guillaume Audinet Serville 1838.  Eugaster guyoni ingår i släktet Eugaster och familjen vårtbitare. Inga underarter finns listade i Catalogue of Life.